# Herceg Novi
Herceg Novi (v srbské cyrilici Херцег Нови, italsky Castelnuovo, řecky Νεοκαστρον) je město v severní části pobřeží Černé Hory. S okolím zde žije až 27 000 obyvatel.

## Poloha
Herceg Novi leží u ústí boky Kotorské do Jaderského moře, poblíž hranic s Chorvatskem a Bosnou a Hercegovinou (jejíž území začíná směrem do vnitrozemí). Z hlediska souvislé zástavby navazuje na městečko Igalo. Východně od Hercegu Nového leží obec Zelenika, známá jako konečná stanice úzkorozchodné železnice. Před vlivy z vnitrozemí je chráněn vysokým horským masívem pohoří Orjen. 

## Podnebí
Herceg Novi má specifické mikroklima, neboť zde na rozdíl od většiny měst na území Černé Hory nic nebrání proudění vzduchu z Jaderského moře. Hory naopak město chrání před chladným větrem ze severu. Město má ročně v průměru 200 slunečných dní; v měsíci červenci a srpnu dokonce 11 slunečných hodin denně. Průměrná roční teplota dosahuje 16,2 °C. Změny teplot jsou málo časté a v průměru se pohybují okolo 4 °C denně. Průměrná teplota v období od května do září činí 25 °C, což umožňuje turistickou sezónu v délce přes 4 měsíce. Roční úhrn srážek činí v Hercegu Novém 1930 mm. Největší relativní vlhkost je na podzim a pohybuje se okolo 80 %, nejnižší je potom v létě.

## Historie
Město Herceg Novi založil roku 1382 bosenský král Tvrtko I. za účelem zlepšení obchodních vztahů (konkurence pro Dubrovnik) a střežení Boky Kotorské. Původně se jmenovalo Sveti Stefan podle zdejší pevnosti.
Druhá část názvu – Herceg, je odvozena od hercega (vévody) Štěpána Vukčiće Kosači, jemuž titul udělil německý císař Fridrich III. Stejnou etymologii má i nedaleký region Hercegovina. Přízvisko Novi zřejmě vzniklo díky tomu, že město je ve zdejší oblasti jedním z nejmladších.

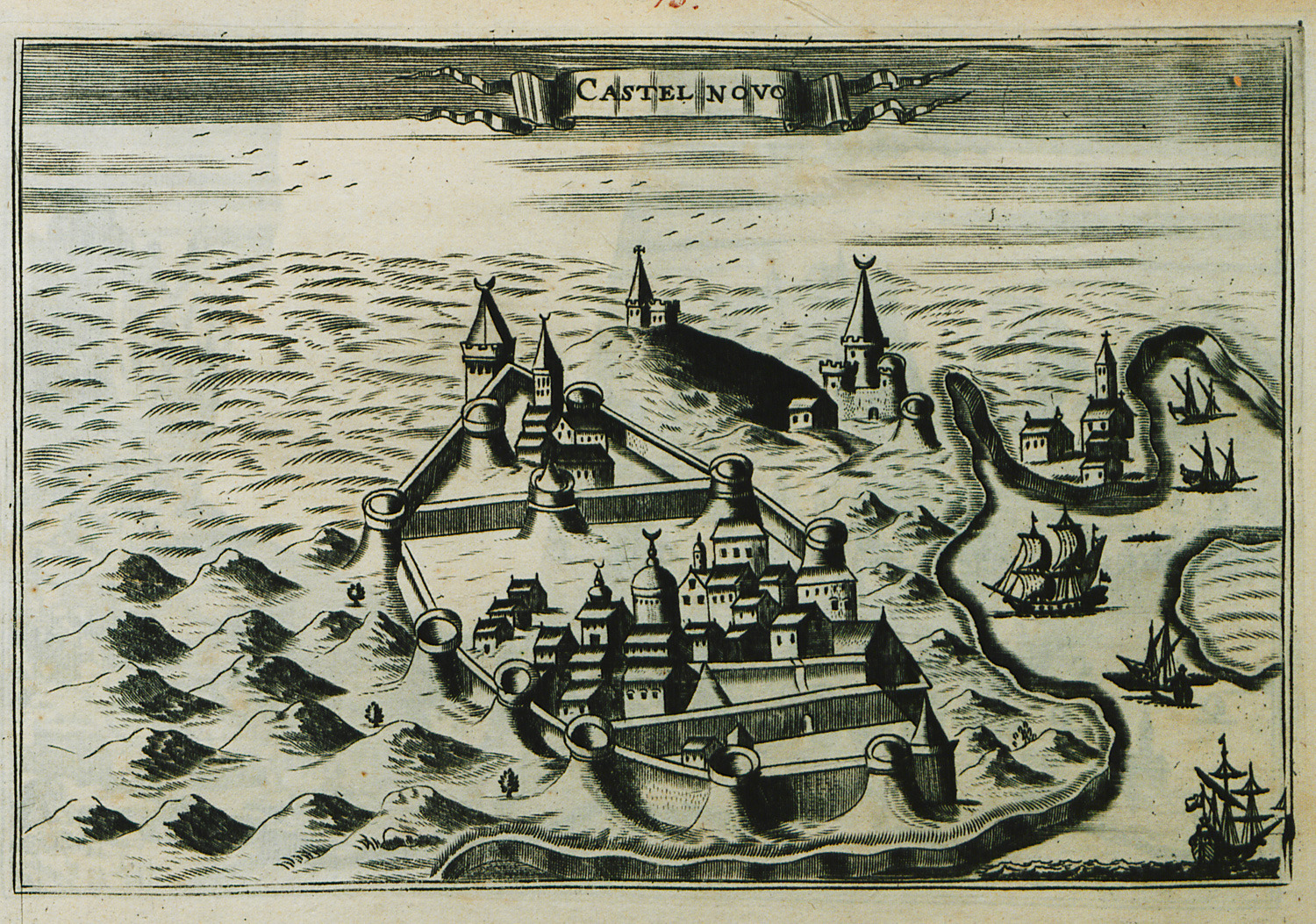
Veduta města z roku 1690.

Továrna na hedvábí, která zde vznikla roku 1449, byla teprve druhou v Evropě. Mezi lety 1483 a 1687 ovládali město, až na krátké období v letech 1538 a 1539 kdy se ho zmocnili Španělé, Turci. Ti zde postavili věž Kanli Kula, Španělé zase pevnost, která nese jejich jméno a stojí výše nad městem. O podmínkách života ve městě během turecké nadvlády pojednávala díla cestopisce Evliji Čelebiho.
Poté do roku 1797 spravovali Herceg Novi Benatčané. Ti umožnili vznik autonomní samosprávy. 
Po nepodařeném pokusu o sjednocení s Černou Horou na počátku 19. století (v letech 1813 až 1814) připadla boka Kotorská Rakousku-Uhersku. V roce 1855 zde byla otevřena čítárna v srbském jazyce, v roce 1899 zde byla otevřena také srbská knihovna. Populace italsky mluvícího obyvatelstva byla dominantní ještě na počátku 19. století, v jeho průběhu ale začala postupně slábnout ve prospěch obyvatelstva slovanského. V období rakousko-uherské nadvlády byly oficiální názvy města uváděny v němčině (Erzeg Novi) a v italštině (Castel Nuovo), rakouská správa však v celé Dalmácii do jisté míry[zdroj?] podporovala slovanské a německé ambice ve snaze snížit italianizační vliv na celé východní pobřeží Jaderského moře.
Na mapách třetího vojenského mapování se město vyskytuje pod oběma názvy (italským a německým). Nápadně je zde značena Španělská pevnost, nacházející se nad městem. Do Hercegu Nového rovněž vedlo i lodní spojení.
V roce 1902 zde byl otevřen první moderní hotel, a to Plaža Zelenika. 
Černá Hora nicméně o město usilovala i nadále a např. během první světové války jej neúspěšně ostřelovala dělostřeleckou palbou z vrcholu Lovćen.[zdroj?] Srbská armáda do Hercegu Nového vstoupila dne 7. listopadu 1918. Po skončení konfliktu se město stalo součástí Království Srbů, Chorvatů a Slovinců. Po roce 1929 bylo součástí tzv. Zetské bánoviny v rámci Království Jugoslávie, za druhé světové války bylo okupováno italskou armádou a připojeno k fašistické Itálii. Jugoslávští partyzáni obsadili město dne 28. října 1944. Po skončení války se město navrátilo Jugoslávii jako součást černohorské republiky a od roku 2006 je součástí nezávislé Černé Hory.

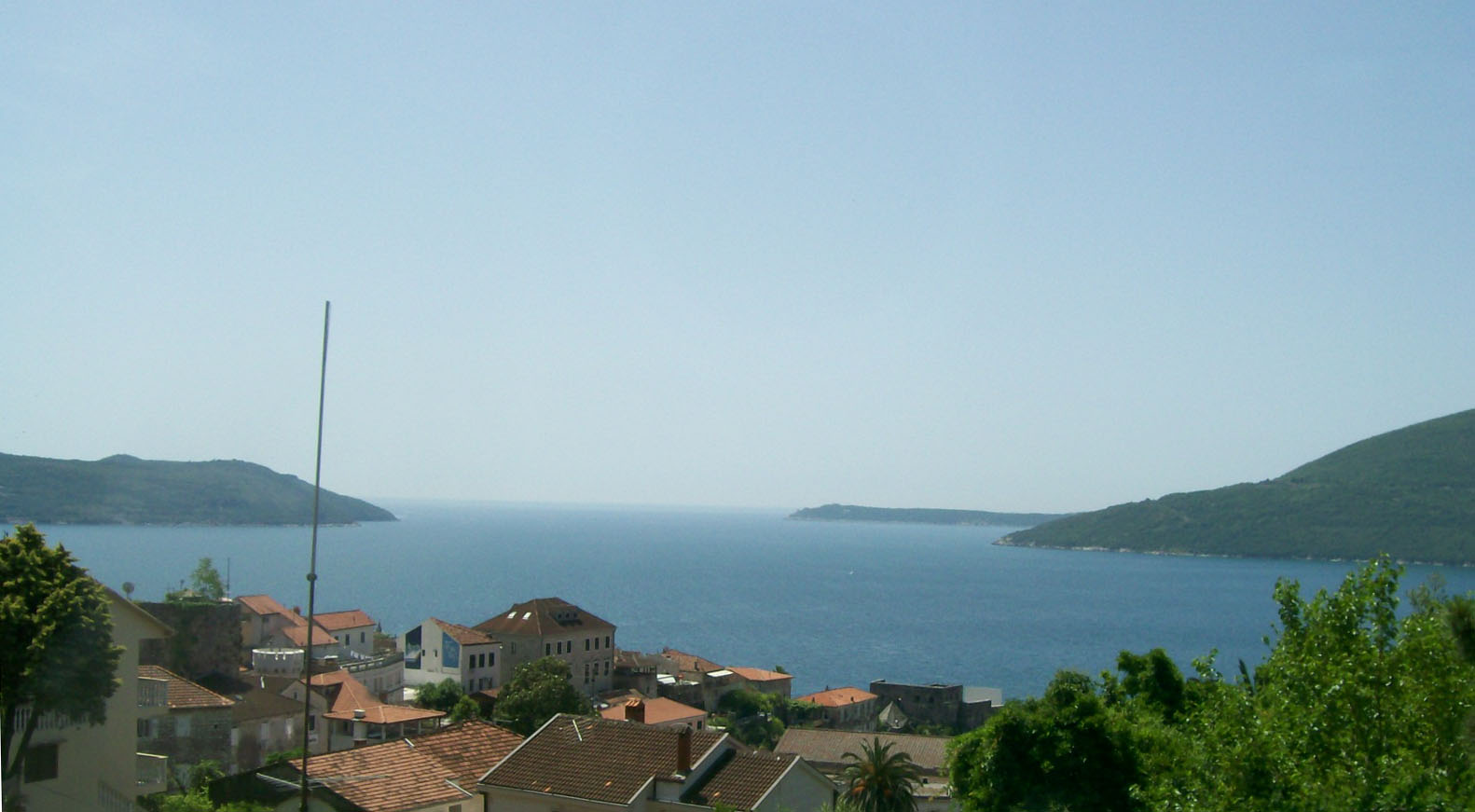
Boka Kotorská se otevírá Jaderskému moři. Právě u města Herceg-Novi záliv začíná.

## Obyvatelstvo
Samotné město mělo v roce 11 059 obyvatel, s okolními obcemi (opština Herceg Novi) potom téměř zmíněných 30 tisíc. Počet obyvatel vlivem atraktivity přímořské lokality setrvale roste.
V roce 2003 se 50 % obyvatel přihlásilo k srbské národnosti, 30 % k národnosti černohorské, 3,27 % k národnosti chorvatské a zbytek k ostatním, převážně národnostem bývalé Jugoslávie.

## Kultura a turistika

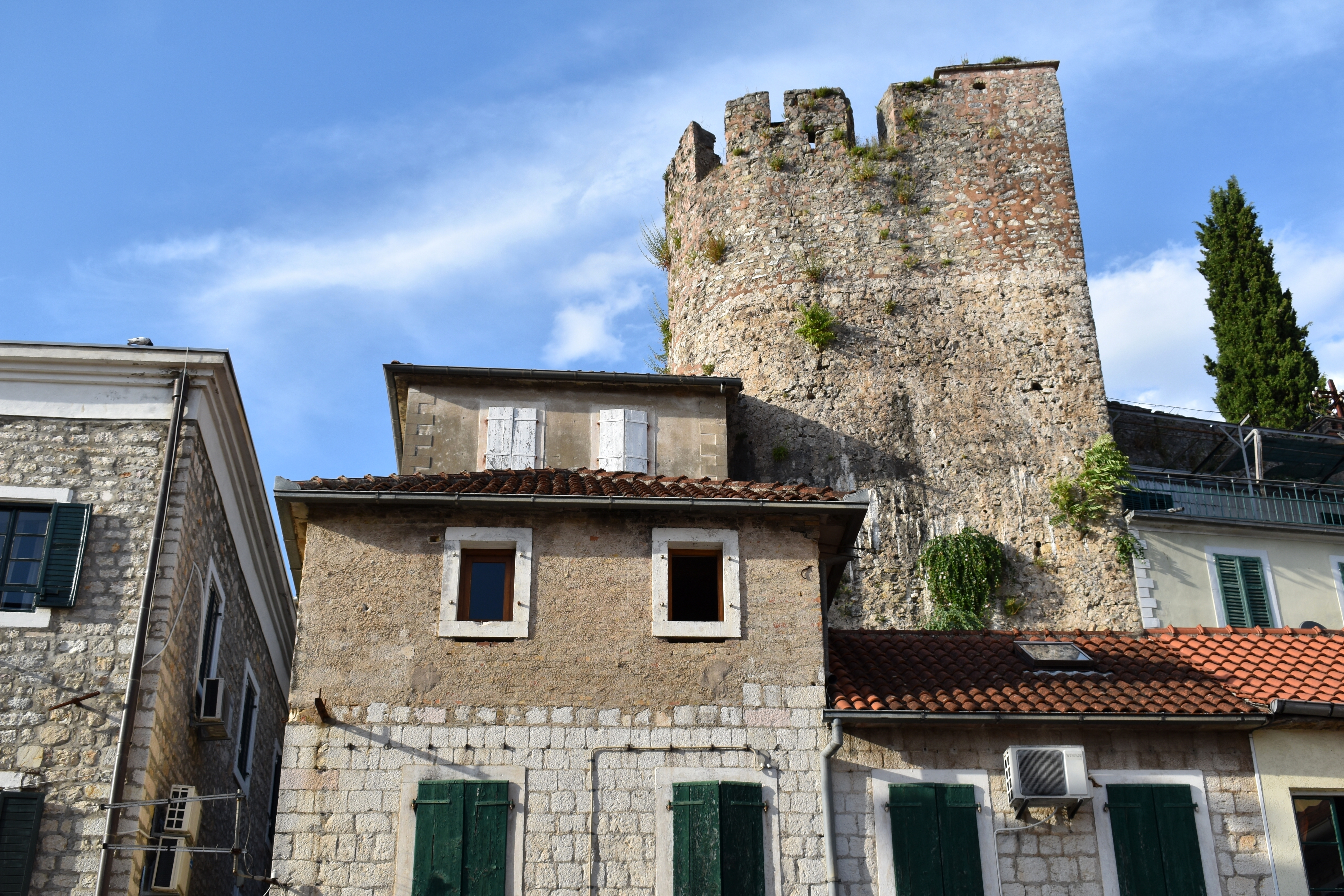
Střed města.

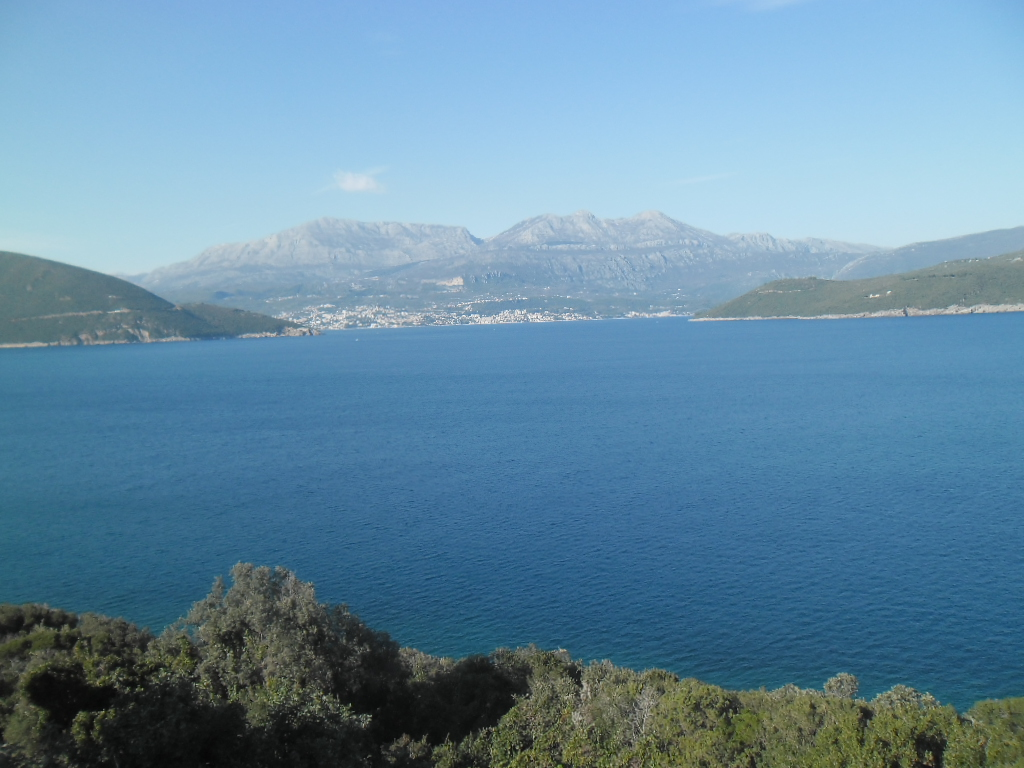
Herceg Novi z Prevlaky.

Město je vyhledáváno turisty zejména kvůli svému historickému centru a okolním plážím. V létě 2023 zde pobývalo v jednu chvíli 31 tisíc návštěvníků, z toho bylo 30 tisíc zahraničních.
Známé je díky své soustavě parků a zahrad s bohatou vegetací, kterou sem přiváželi námořníci ze svých plaveb. Vzhledem k tomu, že historické centrum leží na svahu, je zde velké množství schodišť. Bývá také označován jako "město básníků".[zdroj?]
Ve středověku bylo přístavní město velmi dobře opevněno. Hradby města lze rozdělit na Mořskou pevnost (Forte mare) a směrem do vnitrozemí Gornji grad. 
V Hercegu Novém stojí také turecká hodinová věž Sahat kula z 15. století. Ze století sedmnáctého zase pochází studna Karandža s arabským[zdroj?] nápisem. Jako divadlo v přírodě slouží stará turecká pevnost Kanli Kula (doslova její název v češtině znamená Krvavou věž). Velmi zachovalá je španělská pevnost Španjola. Další pevnosti, které střeží vjezd do boky Kotorské, jsou Mamula (za 2. světové války sloužila jako koncentrační tábor[zdroj?]) a Arza. Centrem „Starog grada“ je náměstí vévody Štěpána (srbsky Trg hercega Stjepana) s kostelem sv. Archanděla Michaela. Svatostánek je jednou z dominant města. Stojí zde dále kostel sv. Jeronýma, který je postaven na základech bývalé mešity a dále kostel svatého Leopolda. 
Ve městě lze rovněž nalézt Námořní muzeum a Regionální muzeum. Jediným nepřetržitě hrajícím divadlem v Černé Hoře je místní scéna, založená roku 1920. Vyžití pro turisty nabízí Městská riviéra s mnoha plážemi. Známý je i zdejší letní festival Sunčane skale.
Východně od středu města se nachází také Klášter Savina Srbské pravoslavné církve.

## Okolí
V okolí města se nachází již zmíněné městečko Igalo, které přímo navazuje na Herceg Novi. Mezi nimi leží lázeňská čtvrť Topla. Turisty je rovněž navštěvována i Modrá jeskyně a oblíbené[zdroj?] jsou rovněž výlety do pohoří Orjen.
Východně od města leží Klášter Savina s kostelem svatého Sávy. 

## Doprava
Městem prochází známá Jadranská magistrála, která byla postavena výše a severněji od historického jádra města. Její kapacita neodpovídá potřebám automobilového provozu v současné době.
Ve městě byla v roce 2023 vybudována nová autobusová stanice.
Historicky procházela částí Hercegu Nového také zmíněná úzkorozchodná železniční trať do přístavu Gabela, která směřovala z Hercegoviny.
Staví zde i některé výletní lodě; Herceg Novi má přístav pro menší lodě. Přístav pro jachty (marina) se nachází západně od středu města.
Letiště Tivat je vzdálené 23 km vzdušnou čarou, nicméně přístup k němu je obtížnější vzhledem k přítomnosti Boky Kotorské. Dalším bližším letištěm je vzdušný přístav v Dubrovníku na území Chorvatska.

## Sport
Působí zde tým PVK Jadran Herceg Novi, který byl v Černé Hoře i v tehdejší Jugoslávii úspěšný. Hraje vodní pólo.

## Osobnosti
- Ahmed-paša Hercegović (kolem 1456-1517), velkovezír a generál
- Leopold Mandić (1866-1942), chorvatský duchovní a světec římskokatolické církve
- Gottfried von Banfield (1890-1986), rakouský důstojník
- Gustav Heinse (1896–1971), německý básník a překladatel
- Anton Mader (1913-1984), rakouský generál
- Dejan Dabović (1944-2020), jugoslávský hráč vodního póla
- Branko Štrbac (narozený 1957), jugoslávský házenkář a trenér
- Milivoj Bebić (narozený 1959), jugoslávský hráč vodního póla
- Danka Kovinić (narozená 1994), tenistka